# Pont de Brienenoord
Le pont de Brienenoord (en néerlandais : Van Brienenoordbrug) est un grand pont en arc et pont basculant, utilisé comme pont routier, sur la Nouvelle Meuse situé à l'est de Rotterdam aux Pays-Bas. 
Achevé en 1965, le pont doit son nom à l'île de Brienenoord (nl) situé à proximité de ce pont.

## Voir aussi

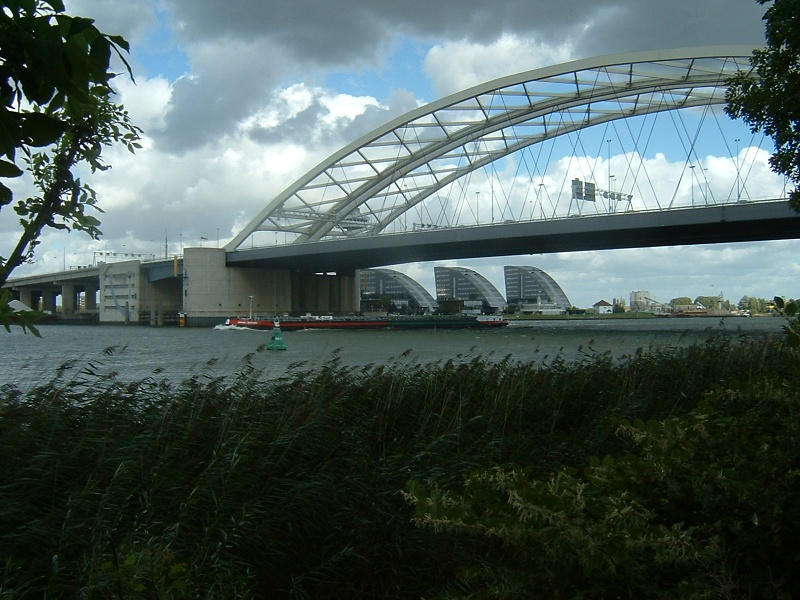
Le double arc du pont de Brienenoord, vu de l'île de Brienenoord en 2004.